# キ65 (航空機)
キ65は、大日本帝国陸軍が計画した戦闘機もしくは襲撃機。実機は製作されていない。

## 概要
計画当初、キ65は1940年（昭和15年）7月23日に三菱重工業に対して試作指示が交付された単発単座の襲撃機だった。三菱は交付された設計基礎要項に基づき、三菱「ハ101」あるいは「ハ102」空冷複列星型14気筒エンジン（離昇1,080 hp）を装備した機体の研究を進め、試作初号機を1942年（昭和17年）3月までに完成させる予定だった。
しかし、海軍の十四試局地戦闘機（のちの「雷電」）の計器や武装などを小改修した機体の採用を検討した陸軍は、三菱が他機の開発作業で多忙を極めていたことも鑑みて、1941年（昭和16年）春頃（あるいは1940年秋頃）に、キ65の試作計画を完全新規設計の襲撃機から十四試局戦改造の重単座戦闘機へと変更した。この段階での試作初号機の完成予定は、1942年12月だった。また、陸軍航空技術研究所（航技研）が1941年11月頃から1942年秋にかけて検討した「独逸派遣協同設計団候補者計画」では、キ65を参考にした単座単発の重戦闘機の試案が三菱から提案されている。これは三菱「ハ211-II」を装備し、フォッケウルフとの協同設計を予定したものだった。
だが、十四試局戦の開発が難航していたため三菱に対する正式な試作発注は行われず、代わって陸軍は1942年に航技研と満州飛行機（満飛）に対して、高性能防空戦闘機たる重単座戦闘機キ65の試作指示を行った。航技研内に設置された満飛特別班は、これを受けて全金属製・単発低翼配置の単葉戦闘機の基礎設計を行った。実機（試作機3機と増加試作機9機）の試作は陸軍航空工廠で行われる予定であり、1943年（昭和18年）7月に初号機を完成、1944年（昭和19年）5月に審査を完了させ、満飛での生産に入ることを計画していたが、1943年半ばの機種統合整理によって設計のみで計画は中止された。その後、キ65の後を継ぐ形でキ98の計画が開始された。
なお、満飛機はそれぞれ三菱「ハ111」空冷複列星型14気筒、三菱「ハ211-I」および「ハ211-V」空冷複列星型18気筒エンジンを搭載した3種類が存在し、ハ111搭載機が「キ65甲」、ハ211-I搭載機が「キ65乙」、ハ211-V搭載機が「キ65丙」だとする説も存在する。

## 諸元（計画値）
三菱・襲撃機
出典：『日本陸軍試作機大鑑』 65,254頁。
- 全長：9.50 m
- 全幅：10.80 m
- 主翼面積：20.0 m2
- 全備重量：2,720 kg
- エンジン：三菱 ハ101 空冷複列星型14気筒（離昇1,530 hp） × 1
- 最大速度：620 km/h
- 巡航速度：420 km/h
- 航続時間：7.5時間（増槽使用時）
- 武装：
7.7mm固定機関銃八九式 × 2（胴体）
20mm固定機関砲ホ5 × 2（主翼）
爆弾標準100 kgまたはガス雨下装置
- 乗員：1名

満飛・キ65乙
出典：『日本航空機総集 立川・陸軍航空工廠・満飛・日国篇』 151頁、『日本陸軍試作機大鑑』 65,66頁。
- 全長：9.70 m
- 全幅：12.50 m
- 全高：2.97 m
- 主翼面積：24.0 m2
- 自重：2,850 kg[15]または3,050 kg[10]
- 全備重量：4,136 kg
- エンジン：三菱 ハ211-I 空冷複列星型18気筒（離昇2,200 hp） × 1
- 最大速度：680 km/h
- 武装：
12.7mm固定機関銃ホ103 × 2（機首）
20mm固定機関砲ホ5 × 2（主翼）
- 乗員：1名